# Bombus angustus
Espèce
Bombus angustus est une espèce de bourdons du sous-genre Alpigenobombus.

## Systématique
Le nom valide complet (avec auteur) de ce taxon est Bombus angustus Chiu, 1949.

### Publication originale
- (en) Chiu S. C., « Revisional notes on the Formosan bombid-fauna », Notes d'entomologie chinoise, vol. 12, no 7,‎ 15 juillet 1948, p. 57-81[2]